# Торторето
Торторето (итал. Tortoreto) — коммуна в Италии, расположена в регионе Абруццо, подчиняется административному центру Терамо.
Население составляет 8401 человек (на 2004 г.), плотность населения составляет 356 чел./км². Занимает площадь 22 км². Почтовый индекс — da 64018 a 64019. Телефонный код — 0861.
Покровителем коммуны почитается святитель Николай Мирликийский, празднование 6 декабря.